# Notodden
Notodden er en by og en kommune i Vestfold og Telemark, 120 km sydvest for Oslo. Kommunen ligger ved Heddalsvatnet og ved det østlige løb af Telemarkskanalen.
Kommunen grænser til Seljord og Hjartdal i vest, Tinn i nord, Flesberg og Kongsberg i øst, og Sauherad og Bø i syd. Højeste punkt er Bledalsrinden der er 1.306 moh.
Nabobyene er Rjukan og Kongsberg. Notodden by, som er kommunens administrationscentrum, har havde i 2016 9. 041 indbyggere. Norsk Hydro blev grundlagt på Notodden i 1905 og deres første og centrale industristed baseret på vandkraft var i byen. Norges største stavkirke, Heddal stavkirke fra 1200-tallet, ligger i Heddal i Notodden kommune. Notodden er kendt for at arrangere Europas største bluesfestival.
Navnet Notodden kommer oprindelig fra husmanstedet Notodden (som tilhørte Tinne gård) ved mundingen af floden Tinnelva ved søen Heddalsvatnet. En person fra Notodden kaldes en notodding.
Notodden blev udskilt af Heddal som en selvstændig by i 1913, og fejrede sit 100-årsjubileum i 2013. Byen fik sine nuværende kommunegrænser i 1964 da kommunerne Heddal og Gransherad (undtaget Jondalen], samt en del af Hovin blev en del af Notodden Kommune.
Kommunen er den tætteste befolkede i [Aust-Telemark og er hovedsæde for Aust-Telemark tingrett, som ligger under Agder lagdømme. Notodden politistation ligger under Telemark politidistrikt og kommunen er også med i Kongsbergregionen, som er en samarbejds- og interesseorganisation for de syv samarbejdende kommuner Hjartdal, Tinn og Notodden i østre Telemark og Nore og Uvdal, Rollag, Flesberg og Kongsberg i Buskerud.

## Historie

### Før industrien
Så sent som i 1865 boede der kun ca. 350 mennesker i det som i dag er Notodden by. Området var da en del af landbrugsbygden Heddal, men i Notodden var det kun et dusin store gårde, med mange husmandssteder under sig.
Efterhånden viste det sig at stedets strategiske placering – øverst i Skiensvassdraget, og med kort afstand til Kongsberg i øst – gjorde at Notodden udviklede sig til et kommunikationscentrum for Aust-Telemark. Vigtige begivenheder var den nye vej til Kongsberg i 1839, samt åbningen af Telemarkskanalen i 1861.
I den tid gik der allerede en dampskibsrute over Heddalsvatnet og Norsjø, men med kanalen blev der også forbindelse til Grenland og havet. I 1871 begyndte togdriften mellem Kongsberg og Oslo.
Notodden mærkede også den begyndende turisme i anden halvdel af 1800-tallet. Rjukanfossen var en magnet for mange rejsende, og Notodden blev en mellemstation til både Oslo og Skien.

### Eventyret begynder
De store vandfald med muligheder for vandkraft langs Tinnelva, kombineret med en massiv skovvækst førte til øget interesse for at etablerer virksomheder i området. Tinfos sliberi blev stiftet i 1873, og de i de følgende år blev der også startet pap- og papirproduktion. Efter ca. tyve år med varierende økonomisk succes blev Tinfos overtaget af en trælasthandler fra nabokommunen Sauherad. Med denne overtagelse etableredes koncernen (Tinfos) som eksisterer den dag i dag.

### Industribyen Notodden
I år 1900 var Notodden blevet det naturlige centrum i Heddal, og ved hjælp af industri, handel og kommunikation nærmede befolkningen sig til ca. 1000 indbyggere i kommunen.
Ingeniøren og iværksætteren Sam Eyde havde i en periode opkøbt flere vandfaldsrettigheder, og nu var han på jagt efter nye metoder for at udnytte vandkraften til sin virksomhed. Et tilfældig møde med professor Kristian Birkeland førte til et patent på anvendelse af en elektrisk flamme til fremstilling af kvælstofforbindelser. Birkeland havde opfundet en metode til at fremstille kunstgødning, (Birkeland–Eyde processen) og ved hjælp af Eydes franske bankforbindelser, samt den svenske storinvestor Marcus Wallenberg, blev Norsk Hydro-Elektrisk Kvælstofaktieselskab dannet i 1905.
- Heddal stavkirke
- Udsigt fra Hjuksebø til Notodden
- Floden Tinnelvas udløb i Heddalsvatnet (foto 1892)
- Sam Eyde grundlagde Norsk Hydro sammen med Kristian Birkeland

## Kendte notoddenbeboere
- Olea Crøger, (1801 – 1855), folkevisesamler
- Helga Stene († 1983), pedagog
- Klaus Egge, (1906 – 1979), komponist
- Sonja Wigert († 1980)[2]
- Gjermund Haugen († 1976), folkemusiker
- John Ingolf Alvheim († 2005), stortingspolitiker
- Hans Herbjørnsrud, (1938 – ), forfatter
- Sigmund Groven (1946-), musiker, folkemusiker og komponist, født i Heddal[3]
- Kåre Nordstoga, (1954 – ), musiker
- Ådne Søndrål (1971-)